# Ундоша
У́ндоша — река в Плесецком районе Архангельской области.
Длина реки — 96 км. Площадь водосборного бассейна — 3610 км². Питание реки снеговое и дождевое. Ледостав с середины ноября по конец апреля. Берёт начало из озера Ундозеро, впадает в озеро Почозеро. Течёт с северо-востока на юго-запад. К бассейну Ундоши также относятся озёра: Слобода, Пышозеро, Белое, Ик-озеро, Кип-озеро, Колд-озеро (Колод-озеро), Малч-озеро, Песк-озеро, Сонче-озеро, Торос-озеро.

## Основные притоки
(указано расстояние от устья)
- 0,7 км: река Сондола (лев)
- 10 км: река Токша (пр)
- 18 км: ручей Кулдоса (лев)
- 37 км: река Карма (лев)
- 53 км: река Треугольница
- 69 км: ручей Орлов (пр)
- 78 км: река Сеза (лев)

## Данные водного реестра
По данным государственного водного реестра России и геоинформационной системы водохозяйственного районирования территории РФ, подготовленной Федеральным агентством водных ресурсов:
- Бассейновый округ — Двинско-Печорский
- Речной бассейн — Онега
- Водохозяйственный участок — Онега

### Топографические карты
- Лист карты P-37-XV,XVI Конево. Масштаб: 1 : 200 000. Указать дату выпуска/состояния местности.